# Yūko Takeuchi
Yūko Takeuchi (竹内結子 Takeuchi Yūko; Saitama, 1 de abril de 1980 – Shibuya, 27 de setembro de 2020) foi uma atriz japonesa originária da província de Saitama. Era conhecida por seus papéis nas séries de televisão Asuka (1999), Pride (2004), FlashForward (2009) e Miss Sherlock (2018), bem como nos filmes Ringu (1998), Yomigaeri (2003) e Dog in a Sidecar (2007).

## Vida e carreira
Takeuchi nasceu em 1 de abril de 1980 em Urawa, Saitama, no Japão. Foi casada com Shidō Nakamura II (com quem co-estrelou o filme Be With You) entre 10 de maio de 2005 e 29 de fevereiro de 2008, quando se divorciaram. Ela teve um filho com Nakamura, que nasceu em novembro de 2005. Antes do divórcio do casal, Nakamura se desculpou por um incidente ao dirigir embriagado, onde acabou sendo flagrado com a atriz Aya Okamoto e mais tarde com a atriz Saki Takaoka. Após o incidente, Takeuchi supostamente mudou-se para morar em seu escritório, antes de pedir o divórcio em outubro de 2006.
Takeuchi casou-se com o ator Taiki Nakabayashi em 27 de fevereiro de 2019. Foi relatado que seu filho, durante o ensino médio, incentivou ativamente seu segundo casamento. Em novembro de 2019, ela anunciou que estava grávida e deu à luz seu segundo filho em janeiro de 2020.
Os filmes de Takeuchi incluem Hoshi Ni Negaiwo, Yomigaeri e Be With You. Suas atuações em Yomigaeri (2003), Be With You (2004) e Neve de Primavera (2005) foram reconhecidas pela Academia Japonesa. Mais tarde, ela recebeu o prêmio de Melhor Atriz Coadjuvante pela Academia Japonesa por seu papel no filme Cape Nostalgia (2014).
Em 2010, Takeuchi apareceu em dois episódios na série de ficção científica americana FlashForward. Os diálogos de Takeuchi foram em japonês, mas ela afirmou posteriormente que a experiência na série a levou a estabelecer como meta dominar o inglês, já que gostaria de ter sido capaz de se comunicar melhor com os outros membros do elenco e equipe.
Em 2018, Takeuchi interpretou a personagem principal da série Miss Sherlock, uma adaptação das histórias de Arthur Conan Doyle sobre Sherlock Holmes.

## Morte
Em 27 de setembro de 2020, Takeuchi foi encontrada morta em sua casa, localizada em Shibuya, Tóquio. Ela foi levada às pressas para o hospital, mas não resistiu e teve sua morte confirmada no local. Nenhuma nota de suicídio foi encontrada. Ela tinha 40 anos de idade.

## Filmografia parcial
- Miss Sherlock (2018) - Miss Sherlock
- A Life (2017 TBS) - Mifuyu Danjō
- Strawberry Night (2012) - Reiko Himekawa
- Natsu no Koi wa Nijiiro ni Kagayaku (2010) - Shiori Kitamura
- FlashForward (2009) - Keiko Arahida
- The Glory of Team Batista (2008) - Kimiko Taguchi
- "Bara no nai Hanaya" (2008) Série de televisão - Miou Shirato
- Midnight Eagle (2007) - Keiko Arisawa
- Closed Note (2007) - Ibuki Mano
- The world according to chocolat (2007) - Chocolat
- Sidecar ni Inu (2007) - Yōko
- Spring Snow (2005) - Satoko Ayakura
- "Fukigen na jiin" (2005) Série de televisão - Yoshiko Aoi (Episódios desconhecidos)
- Be with You (2004) - Mio Aio
- Heaven's Bookstore (2004) - Shoko Hiyama / Kanako Nagase
- "Pride" (2004) TV Series - Aki Murase
- Night of the Shooting Stars (2003) - Kana Aoshima
- Yomigaeri (2002) - Aoi Tachibana
- "The Queen of Lunchtime Cuisine" (2002) Mini-série de televisão - Natsumi Mugita
- "Shiroi Kage" (2001 TBS) Série de televisão - Noriko Shimura
- "Furenzu" (2000 TBS) Série de televisão - Miyuki Matsuno
- "Asuka" (1999 NHK) Série de televisão - Asuka Miyamoto
- Big show! Hawaii ni utaeba (1999) - Satomi Takahashi
- "Romance" (1999) Série de televisão - Kotoe Kurasawa
- "Abunai Deka Forever" (1998 NTV) Série de televisão - Asuka Fubuki
- Innocent World (1998) - Ami
- Ringu (1998) - Tomoko Oishi